# Главный турнир клубов-чемпионов регионов (Уругвай)
Главный турнир клубов-чемпионов регионов (исп. Torneo Mayor de Clubes Campeones del Interior) — любительский футбольный турнир в Уругвае для лучших клубов Кубка Эль Паис в 1998—2000 годах, организованный ОФИ для их повышения в классе. Победитель первого розыгрыша «Белья Виста» из Пайсанду попал на следующий год в Примеру Уругвая. Победитель двух следующих турниров «Либертад» из Сан-Карлоса туда уже не попал, но участвовал в Турнире южноамериканских клубов-чемпионов регионов 2001 года. После 2000 года было решено прекратить розыгрыш.

## Финалы
| Год  | Чемпион                         | Финалист            | Матчи                        |
| ---- | ------------------------------- | ------------------- | ---------------------------- |
| 1998 | Пайсанду Белья Виста (Пайсанду) | Пунта-дель-Эсте     | 1:0, 2:1                     |
| 1999 | Либертад (Сан-Карлос)           | Атенас (Сан-Карлос) | 0:0, 1:1, 2:2 (2:1 пенальти) |
| 2000 | Либертад (Сан-Карлос)           | Атенас (Сан-Карлос) | 1:1, 2:0                     |